# Art Ross
Arthur Howey »Art« Ross, kanadski hokejist, trener in sodnik, * 13. januar 1886, Naughton, Ontario, Kanada, † 5. avgust 1964, Medford, Massachusetts, ZDA.
Ross velja za enega najboljših branilcev svoje generacije, bil pa je tudi prvi, ki je s ploščkom drsal, ni ga le podajal naprej. V svoji karieri hokejista je dvakrat osvojil Stanleyjev pokal v odigranih trinajstih sezonah, v letih 1907 s Kenora Thistlesi in 1908 z Montreal Wanderersi. Kot je bilo za tisti čas običajno, je Ross igral za več klubov v različnih ligah, najbolj pa se je uveljavil pri Wanderersih, ko so ti igrali v ligi NHA in kasneje v ligi NHL. Leta 1911 je vodil eno prvih organiziranih stavk hokejistov za povišanje plač. Ko je domača dvorana Wanderersov leta 1918 pogorela, je klub razpadel, Ross pa se je upokojil od aktivnega igranja hokeja.
Po več letih kot sodnik je eno sezono vodil Hamilton Tigerse. Ob ustanovitvi kluba Boston Bruins leta 1924 je bil Ross imenovan za prvega trenerja in generalnega direktorja. Klub je do leta 1945 treniral v štirih obdobjih, kot generalni direktor pa je ostal do svoje upokojitve leta 1954. Bruinse je desetkrat popeljal do prvega mesta v rednem delu lige in treh Stanleyjevevih pokalov. Enega od teh je osvojil kot glavni trener kluba. Ob začetku službovanja pri Bruinsih se je z ženo in otrokoma preselil v predmestje Bostona in leta 1938 prevzel ameriško državljanstvo. Umrl je leta 1964 v okolici Bostona.
Poleg svojih obveznosti pri Bruinsih je Ross pomagal pri izboljšanju hokejske igre. Izdelal je plošček, ki se uporablja še danes, in sodeloval pri izboljšavi golove mreže, kar je ostalo v uporabi štirideset let. Leta 1947 je Ross podaril pokal Art Ross Trophy, ki se podeljuje najboljšemu strelcu v rednem delu sezone lige NHL. Leta 1949 je bil sprejet v Hokejski hram slavnih lige NHL, leta 1975 pa še v Kanadski športni hram slavnih.

## Zgodnje življenje
Art Ross se je rodil 13. januarja 1886 v kanadskem mestecu Naughtonu, Ontario. Njegov oče Thomas B. Ross je bil vodja trženja izpostave podjetja Hudson's Bay Company. Ross je kot dvanajsti od trinajstih otrok odrasel v dvojezični skupnosti, kjer so govorili tako angleško kot tudi domorodni jezik Indijancev Ojibwe. Leta 1902 se je preselil v Montreal in začel nastopati v organiziranih hokejskih ligah, živel je v okrožju Westmount. Na srednješolskem in mladinskem nivoju je igral skupaj z Lestrom in Frankom Patrickom, ki sta bila oba kasneje sprejeta v Hram slavnih NHL. Ross in Lester sta služila s preprodajo vstopnic za dvorano Montreal Arena, kupovala sta jih po 35 centov, prodajala pa tudi po dolar.

## Hokejska kariera

### 1905–09
Najboljši hokejisti iz srednješolske ekipe, Ross in brata Patrick, so bili povabljeni za občasno igranje v lokalnih montrealskih klubih. Ross je prvič zaigral v organizirani ligi leta 1905 za Montreal Westmounte v ligi CAHL, najvišji amaterski kanadski ligi. Dosegel je deset golov na osmih tekmah lige v sezoni 1905. Med nasprotnimi hokejisti je veljal za enega najboljših napadalnih branilcev. Večina tedanjih branilcev je plošček poslala naprej po ledu ali podala napadalcu, Ross pa je s ploščkom zadrsal naprej in ga tako popeljal v napadalno tretjino. Kasneje istega leta je želel najti zaposlitev v bančništvu, zato se je preselil v Brandon, Manitoba, kjer se je pridružil klubu Brandon Elks v ligi MHL, članski ligi province. V svoji prvi sezoni 1906 je dosegel šest golov na sedmih tekmah, medtem ko je v sezoni 1907 dosegel šest golov na desetih tekmah. V tistem času so Kenora Thistlesi, prvaki lige MHL, želeli okrepiti svojo ekipo za izziv za Stanleyjev pokal proti Montreal Wanderersom leta 1907 v Montrealu. Rossu so plačali tisoč dolarjev za obe tekmi, kar je bilo za tisti čas običajno, Thistlesi pa so osvojili Stanleyjev pokal. Čeprav ni dosegel gola, je Ross začel več nevarnih akcij in se pokazal kot pomemben člen ekipe. Kljub temu, da je igral za nasprotno moštvo, pa je bil pozitivno sprejet s strani montrealskih gledalcev. Kluba sta se za pokal ponovno pomerila marca, ko so Thistlesi brez Rossa in ostalih priložnostnih hokejistov izgubili.
Sledečega leta se je Ross preselil nazaj v Montreal. Pridružil se je Wanderersom, klubu ki ga je pomagal premagati v izzivu za Stanleyjev pokal, nastopali pa so v ligi ECAHA, naslednici lige CAHL kot najvišje lige v državi. V dvomesečni sezoni, ki je trajala od januarja do marca, je dosegel osem golov na desetih tekmah. S tem je klubu pomagal do prvega mesta v ligi in v izzivih za Stanleyjev pokal leta 1908, proti klubom Ottawa Victorias, Winnipeg Maple Leafs in Toronto. Z zmagami so Wanderersi obdržali pokal, Ross pa je postal prvi hokejist, ki je dve leti zapored osvojil Stanleyjev pokal z dvema različnima kluboma, po Jacku Marshallu v letih 1901 in 1902. Januarja 1908 je sodeloval v prvi tekmi vseh zvezd v hokejski zgodovini, prirejeni za družino nekdanjega branilca Wanderersov Hoda Stuarta, ki je bil umrl v predhodnem poletju. Ob igranju za Wandererse je Ross nadaljeval z igranjem za druge klube, ki so mu plačali za nastop na pomembnih tekmah. Za sezono 1909 je Ross zahteval plačo 1.600 $. S klubom se je pogodil za 1.200 $, kar je dvakratnik običajne plače takratnih hokejistov. Ob tem pa je prejel še dodatnih 400 $ za nastop v izzivu za Stanleyjev pokal proti Edmonton Eskimosom, v katerem so Wanderersi na dveh tekmah zmagali z izidom 13:10. V sezoni je dosegel dva gola na devetih tekmah.

### 1909–18
Konec leta 1909 je bila ustanovljena nova liga CHA. Eden od pridruženih klubov All-Montreal HC je Rossa najel kot igralca in trenerja, toda liga je po nekaj tekmah v začetku leta 1910 razpadla. Ross, ki je dosegel štiri gole na štirih tekmah v ligi CHA, je podpisal za Haileybury Cometse v ligi NHA, ki je bila prav tako novoustanovljena liga, naslednica lige ECAHA kot najvišje lige v državi. Prejel je plačo 2.700 $ za igranje v sezoni 1910, ki je trajala od januarja do marca, v dvanajstih tekmah pa je dosegel šest golov. Pred začetkom naslednje sezone je liga NHA omejila letni proračun klubov za plače hokejistov na 5.000 $. Več hokejistov, med njimi tudi Ross, je bilo nezadovoljnih zaradi tega pravila, ki bi pomenilo znižanje njihovih plač, in je začela pogovore o ustanovitvi svoje lige brez omejitve proračuna. Ross je za Montreal Herald zapisal, da je »vse kar si hokejisti želimo pošten sporazum ... Hokejisti ne želimo rušiti lige NHA, toda želimo vedeti, kje stojimo«. Načrte so bili prisiljeni opustiti, ko so ugotovili, da ne bi mogli igrati v nobeni od primernih dvoran, ki so bile v lasti ali posojene ligi NHA. Ross se je vrnil k Wanderersom in dosegel štiri gole na enajstih tekmah, klub pa je zasedel četrto mesto v ligi petih klubov. Med tekmo proti Quebec Bulldogsom 25. februarja 1911 je Ross v pretepu nokavtiral Eddieja Oatmana, kar je sprožilo množičen pretep obeh moštev, ki ju je morala ločiti policija. Ta pretep je Rossu pomagal pri vzpostavitvi slovesa hokejista, ki se ne boji konflikta s katerim koli nasprotnikom. V sledeči sezoni je Ross dosegel enajst golov na devetnajstih tekmah, Wanderersi pa so z drugim mestom izboljšali končno uvrstitev v ligi iz prejšnjega leta.
Pred začetkom sezone 1913/14 Ross ni želel podaljšati pogodbe z Wanderersi, saj je želel povišanje plače. Kot enemu najboljših hokejistov lige je klub po pogajanjih pristal na 1.500 $ za sledečo sezono, v kateri je dosegel štiri gole in pet podaj na osemnajstih tekmah. Pred sezono 1914/15 se je Ross, ponovno nezadovoljen s plačo, začel pogajati z drugimi hokejisti v ligi, da bi zapustili svoje klube in ustanovili novo ligo, ki bi jim nudila višje plače. To je vodilo v njegov suspenz novembra 1914 s strani predsednika liga NHA, Emmetta Quinna. Ross se je na to odzval z oznanilom, da je prost hokejist in da njegova pogodba z Wanderersi ne velja več. Posledično ga je Quinn, čeprav za to ni imel uradnih pristojnosti, suspendiral z vseh oblik organiziranega hokeja. Ideja o ustanovitvi nove lige se ni uresničila in Ross je zaprosil za ponovno nastopanje v ligi NHA, kar so na sestanku lastnikov klubov 18. decembra 1914 sprejeli. Lastniki so ugotovili, da bi morali poleg Rossa suspendirati tudi ostale podpisnike predloga, kar bi škodilo ligi. Vseeno pa so Rossa Wanderersi odpustili. Sprva je treniral z Montreal Canadiensi, nato pa se je pridružil klubu Ottawa Hockey Club.
Ob koncu sezone 1914/15 sta imela kluba Ottawa Hockey Club in Wanderersi identičen rezultat štirinajstih zmag in šestih porazov. Zaradi tega sta bili odigrani dodatni tekmi za določitev prvaka lige NHA, ki bi se potegoval za Stanleyjev pokal z zmagovalcem lige PCHA, Vancouver Millionairesi. Ross, ki je v sezoni dosegel tri gole na šestnajstih tekmah, je v prvi tekmi z Wanderersi dosegel en gol za zmago Ottawe s 4:0, po porazu na drugi tekmi z 0:1, so s skupnim izidom 4:1 zmagali. Za branjenje proti Wanderersom, ki so bili znani po svoji hitrosti, je Ross postavil poseben sistem branjenja, znan kot »kitty bar the door«. Trije branilci so se postavili v vrsto deset metrov od gola, da so zaustavljali napade nasprotnika. Tak način branjena so kasneje, v izboljšani različici znani kot »neutral zone trap«, pogosto uporabljali za branjenje napadov nasprotne ekipe.
Sledečega leta je Ross dosegel po osem golov in podaj v enaindvajsetih tekmah, bil drugi najbolje plačani hokejist v klubu, njegova plača 1.400 $ je bila za 100 $ nižja od plače Franka Nighborja. Vseeno je Ross leta 1916 klub zapustil in se vrnil v Montreal, da bi skrbel za svojo športno trgovino in ponovno zaigral za Wandererse. Dosegel je šest golov in dve podaji v šestnajstih tekmah. Wanderersi so skupaj s klubi Montreal Canadiens, Toronto Arenas, Quebec Bulldogs in Ottawa Hockey Club razpustili ligo NHA in novembra 1917 ustanovili novo ligo NHL. 2. januarja 1918 je v požaru pogorela domača dvorana kluba Montreal Arena, zaradi česar so po štirih tekmah morali prekiniti sodelovanje v ligi. Vseeno so v vodstvu lige NHL vztrajali, da mora klub igrati naprej, na dveh tekmah so za zeleno mizo določili poraza za Wandererse, čeprav tekmi nista bili odigrani. S propadom kluba se je Ross upokojil kot hokejist. V svoji kratki karieri v ligi NHL je dosegel en gol na treh tekmah.

## Trenerska kariera

### 1918–36
Po končani karieri hokejista je Ross postal sodnik v ligi NHL. Pred sezono 1922/23 so ga v klubu Hamilton Tigers imenovali za glavnega trenerja. V času pripravljalnega kampa je razvil nove metode priprav, ki so vključevale telesne vaje, tudi izven ledu. Vseeno pa so Tigersi še tretje leto zapored končali na zadnjem mestu v ligi s šestimi zmagami na štiriindvajsetih tekmah, zato se Ross za sledečo sezono ni več vrnil. Njegovo nadaljnje trenersko delo je bilo posledica srečanja z bostonskim trgovskim magnatom Charlesom Adamsom med finalom Stanleyjevega pokala 1924. Pred sezono 1924/25 je NHL ob razširitvi lige dodelil Adamsu eno prosto mesto, novoustanovljeno ekipo je poimenoval Boston Bruins. Rossa je najel kot generalnega direktorja, glavnega trenerja in oglednika. Po imenovanju je uporabil svoje zveze v Kanadi in ZDA za podpis pogodb s hokejisti. Kljub temu je bil začetek kluba porazen. V začetku prve klubske sezone je v mestu gostovalo hokejsko moštvo Univerze v Torontu za igranje proti lokalnim univerzitetnim moštvom. Trener Conn Smythe, ki je bil kasneje lastnik in trener kluba Toronto Maple Leafs, je povedal, da je njegova ekipa z lahkoto premagala Bruinse. Ti so zmagali le na dveh od svojih prvih petnajstih tekem lige NHL. To je sprožilo spor med Smythejem in Rossom, ki je trajal vse do Rossove smrti. Potekal je predvsem preko časopisnih člankov, saj na sestankih vodstva lige NHL nista želela govoriti med seboj. Bruinsi so svojo prvo sezono 1924/25 končali s šestimi zmagami na tridesetih tekmah, kar je eden od najslabših izkupičkov v zgodovini lige NHL. Ob tem so postavili več negativnih rekordov, tri domače zmage so izenačen drugi najslabši izkupiček vseh časov, niz enajstih zaporednih porazov, ki je trajal med 8. decembrom 1924 in 17. februarjem 1925, pa je bil vse do leta 2004 najdaljši v zgodovini lige. S sedemnajstimi zmagami v šestintridesetih tekmah v sledeči sezoni 1925/26 je ekipa naredila velik korak naprej, le točka pa jim je zmanjkala do uvrstitve v končnico.
Leta 1926 je bila liga WCHL, konkurenčna profesionalna liga, v zatonu. Brata Patrick, ki sta jo vodila, sta predlaga prodajo preostalih petih klubov za 300.000 $. Ross je prepoznal potencialni talent hokejistov v njih in prepričal Adamsa v nakup. S tem so si Bruinsi zagotovili pravice nad več kasnejšimi člani hrama slavnih NHL, najbolj znan med njimi je branilec Eddie Shore. Ross je podpisal tudi z vratarjem Tinyjem Thompsonom iz kluba Minneapolis Millers, čeprav ga nikoli ni videl braniti. Iz Ottawe je pripeljal tudi Cyja Dennenyja, ki je hkrati igral in opravljal vlogo glavnega trenerja, Ross pa se je posvetil vlogi generalnega direktorja. 20. novembra 1928 so se Bruinsi preselili v novozgrajeno dvorano Boston Garden. Otvoritveno tekmo so dobili z 1:0 proti Montreal Canadiensom pred 16.000 gledalci. Novi hokejisti, ki jih je v klub pripeljal Ross, so klubu hitro prinesli napredek in mu leta 1929 pomagali do prve osvojitve Stanleyjevega pokala. Denneny se je po zmagoslavju upokojil in Ross je ponovno prevzel mesto glavnega trenerja. Klub je popeljal v sezoni 1929/30 do več rekordov lige. Dosegli so osemintrideset zmag na štiriinštiridesetih tekmah, 87,5 % zmag in le pet porazov sta rekorda lige, štirje porazi na tujem pa izenačen drugi najboljši izkupiček lige. Ob tem so Bruinsi odigrali le eno tekmo neodločeno, kar je najmanj od leta 1926, ko liga NHL beleži ta rekord. V sezoni so dosegli tudi enega najdaljših zmagovalnih nizov, med 3. decembrom 1929 in 9. januarjem 1930 je klub zmagal na štirinajstih zaporednih tekmah, rekord ki je stal do leta 1982. Zmagovalni niz v domači dvorani se je začel na isti dan in trajal dvajset tekem, do 18. marca 1930, rekord ki je stal do leta 1976. Tudi v sezoni 1931/32 so Bruinsi izgubili le eno domačo tekmo in izenačili svoj rekord iz prehodne sezone.
Na tekmi končnice proti Montreal Canadiensom 26. marca 1931 je Ross v zadnji minuti zamenjal vratarja Thompsona s šestim drsalcem na ledu. Čeprav je rezultat ostal 0:1, je bil Ross prvi trener, ki je namesto trenerja poslal na led dodatnega napadalca, kar je danes v hokeju razširjena taktika trenerjev. Leta 1934 se je ponovno umaknil z mesta trenerja in najel Franka Patricka za 10.500 $, kar je bila do tedaj najvišja trenerska plača. Že kmalu po začetku nove sezone so se razširile govorice, da Patrick prekomerno pije in ni strog do hokejistov, kot bi si Ross želel. Po porazu v finalni seriji proti Toronto Maple Leafsom v končnici leta 1936, ko je bil na drugi tekmi rezultat 8:1, je bilo v časopisu objavljeno, da je bil Patrick popival na dan tekme in da je imel težave pri vodenju hokejistov svojega moštva. Nekaj dni za tem ga je Ross odpustil in ponovno prevzel mesto glavnega trenerja.

### 1936–54
Ross je prevzel kvalitetnejšo ekipo, v klub je pripeljal tudi tri nove hokejiste, Milta Schmidta, Bobbyja Bauerja in Woodyja Dumarta, ki so prihajali iz mesta Kitchener in so igrali skupaj v napadalni liniji. Kmalu se jih je prijel vzdevek Kraut Line (»zeljna linija«) zaradi nemškega porekla vseh treh. Ross je leta 1937 v klub pripeljal tudi novega vratarja slovenskega rodu, Franka Brimska. Ta je na prvih osmih tekmah lige šestkrat dosegel shutout, zato so Bruinsi Thompsona prodali. V sezoni 1937/38 so osvojili prvo mesto v rednem delu lige, Ross pa je bil izbran za drugega najboljšega trenerja lige in za Tekmo vseh zvezd. V sezoni 1938/39 so dosegli šestintrideset zmag na oseminštiridesetih tekmah in osvojili Stanleyjev pokal, Ross je bil imenovan v idealno postavo lige kot trener, Bruinsi pa so ligaško sezono zaključili z le dvema neodločenima izidoma. Za sezono 1939/40 je na mesto glavnega trenerja imenoval sveže upokojenega Cooneyja Weilanda. Z njim na klopi so ubranili Stanleyjev pokal tudi v sledeči sezoni in z le štirimi zmagami na tujem izenačili svoj rekord. Pred začetkom sezone 1941/42 je Ross ponovno prevzel mesto glavnega trenerja, ker je Weiland prevzel moštvo Hershey Bears v ligi AHL, in popeljal klub do petindvajsetih zmag na oseminštiridesetih tekmah, kar je pomenilo tretje mesto v rednem delu lige. Zaradi druge svetovne vojne je klub izgubil več igralcev, tudi celotni napad Kraut Line in Brimska, ki so se pridružili oboroženim silam svojih držav. Vseeno so redni del sezone 1942/43 končali na drugem mestu s štiriindvajsetimi zmagami na petdesetih tekmah, Ross pa je bil izbran v drugo idealno postavo lige in kot drugi najboljši trener lige. Bruinsom se v sezoni 1943/44 ni uspelo uvrstiti v končnico, kar se je pripetilo prvič po desetih letih, v končnici so zaigrali v sledeči sezoni, kar se je nato ponovilo še petkrat zapored.
Leta 1949 je Ross na mesto glavnega trenerja pripeljal Georgesa Boucherja, toda ta se ni dobro ujel z Rossom in predsednikom kluba Westonom Adamsom. V iskanju novega trenerja je poleti 1950 Ross telefoniral Lesterjevem sinu Lynnu Patricku, ki je bil ravno tedaj odstopil z mesta trenerja New York Rangers po osvojenem Stanleyjevem pokalu 1950. Lynn se je z družino vrnil v Victorio, kjer je odrasel, z željo treniranja kluba Victoria Cougars v ligi PCHL. Čeprav se mu je selitev nazaj na vzhod ZDA sprva upirala, je sprejel mesto trenerja za 12.000 $. Ekipo je štiri sezone treniral in po Rossovi upokojitvi oktobra 1954 postal drugi generalni direktor Bruinsov.

### Zapuščina
Ob svoji hokejski karieri se je Ross zanimal tudi za izboljšavo igre. Pred začetkom sezone 1927/28 je NHL prevzel novo obliko golove mreže, ki jo je zasnoval Ross. Zadnji del je bil oblikovan v obliki črke B, zaradi česar je bolje zaustavil ploščke in se je uporabljal vse do leta 1984, ko je liga prevzela nadalje izboljšano obliko. Sodeloval je tudi pri izboljšavi ploščka, ki je bil zdaj izdelan iz sintetične gume, ne več iz naravne. Poleg tega je zaradi odsekanih robov manj poskakoval. Skupaj s trenerjem New York Rangersov Frankom Boucherjem sta na ledeno ploskev dodala rdečo črto, ki je pospešila samo igro s preprečevanjem branilcem, da bi podali plošček neposredno iz obrambne v napadalno tretjino. Prepoved podaje preko dveh črt je veljala do leta 2006. Pravilo je tudi pripeljalo do več priložnosti za dosego gola, ker moštva niso mogla več tako enostavno poslati ploščka iz svoje obrambne tretjine. Da bi bili rdeča in modra črta na televiziji bolj vidni, je Ross predlagal, naj bo rdeča črta narisana črtkano.
Že v času svoje aktivne hokejske kariere je veljal za enega najboljših branilcev svojega časa, leta 1949 je bil sprejet v Hram slavnih NHL, zaradi svoje igralske kariere, ne trenerske ali direktorske. Slovesnost ob sprejemu je potekala 2. decembra 1949 pred tekmo Bruinsov, ko je prejel zvitek hrama slavnih in srebrni trak z logotipom šestih klubov lige NHL. Leta 1975 je bil sprejet še v Kanadski športni hram slavnih. Skupaj s svojima sinovoma je leta 1947 podaril ligi NHL pokal Art Ross Trophy za najboljšega strelca rednega dela sezone. Leta 1984 je posmrtno prejel nagrado Lester Patrick Trophy za doprinos k ameriškemu hokeju.

## Zasebno življenje
Ross je bil dober bejzbolist, igralec kanadskega nogometa, lacrossa in motociklist. Pred kariero v hokeju je delal kot bančni uslužbenec in vodil športno trgovino v Montréalu. Leta 1905 se je po nasvetu staršev preselil v Brandon, da bi dobil službo v banki z letno plačo 600 $. Ob začetku svoje profesionalne kariere je bančništvo opustil. Poročil se je z Montrealčanko Muriel, s katero je imel dva sinova, Arta in Johna. Oba sta med drugo svetovno vojno služila v Kraljevih kanadskih letalskih silah. Po vojni je Ross postavil svojega sina Arta za poslovnega vodjo Bruinsov. Ross je leta 1924 postal trener in generalni direktor Boston Bruinsov, zato se je z družino preselil v Brookline, predmestje Bostona. Leta 1928 je delal kot potovalni tajnik bejzbolskega kluba Boston Braves, ki je bil v lasti Charlesa Adamsa, lastnika Bruinsov. 22. aprila 1938 je postal naturaliziran ameriški državljan. 5. avgusta 1964 je Ross umrl v domu za starostnike v Medfordu v predmestju Bostona. Sestra, sinova in trije vnuki so ga preživeli.

## Pregled kariere
Odebeljeno - reprezentančni nastopi, glej tudi Statistika pri hokeju na ledu.
| Moštvo                | Liga      | Sezona |    | Redni del | Redni del | Redni del | Redni del | Redni del | Redni del |   | Končnica | Končnica | Končnica | Končnica | Končnica | Končnica |
| --------------------- | --------- | ------ | -- | --------- | --------- | --------- | --------- | --------- | --------- | - | -------- | -------- | -------- | -------- | -------- | -------- |
| Moštvo                | Liga      | Sezona | OT | G         | P         | T         | +/-       | KM        | OT        | G | P        | T        | +/-      | KM       |          |          |
| Montreal Westmount    | CAHL      | 04/05  |    | 8         | 10        | 0         | 10        |           |           |   |          |          |          |          |          |          |
| Brandon Elks          | MHL       | 05/06  |    | 7         | 6         | 0         | 6         |           |           |   |          |          |          |          |          |          |
| Kenora Thistles       | St. pokal | 06/07  |    |           |           |           |           |           |           |   | 2        | 0        | 0        | 0        |          | 10       |
| Brandon Elks          | MHL       | 06/07  |    | 10        | 6         | 3         | 9         |           | 11        |   | 2        | 1        | 0        | 1        |          | 3        |
| Montreal Wanderers    | ECAHA     | 07/08  |    | 10        | 8         | 0         | 8         |           | 27        |   | 5        | 3        | 0        | 3        |          | 23       |
| Pembroke Lumber Kings | UOVHL     | 07/08  |    | 1         | 5         | 0         | 5         |           |           |   |          |          |          |          |          |          |
| Montreal Wanderers    | ECAHA     | 08/09  |    | 9         | 2         | 0         | 2         |           | 30        |   | 2        | 0        | 0        | 0        |          | 13       |
| Cobalt Silver Kings   | TPHL      | 08/09  |    |           |           |           |           |           |           |   | 2        | 1        | 0        | 1        |          | 0        |
| All-Montreal HC       | CHA       | 09/10  |    | 4         | 4         | 0         | 4         |           | 3         |   |          |          |          |          |          |          |
| Haileybury Comets     | NHA       | 09/10  |    | 12        | 6         | 0         | 6         |           | 25        |   |          |          |          |          |          |          |
| Montreal Wanderers    | NHA       | 10/11  |    | 11        | 4         | 0         | 4         |           | 24        |   |          |          |          |          |          |          |
| Montreal Wanderers    | NHA       | 11/12  |    | 18        | 16        | 0         | 16        |           | 35        |   |          |          |          |          |          |          |
| Montreal Wanderers    | NHA       | 12/13  |    | 19        | 11        | 0         | 11        |           | 58        |   |          |          |          |          |          |          |
| Montreal Wanderers    | NHA       | 13/14  |    | 18        | 4         | 5         | 9         |           | 74        |   |          |          |          |          |          |          |
| Ottawa Hockey Club    | NHA       | 14/15  |    | 16        | 3         | 1         | 4         |           | 55        |   | 5        | 2        | 0        | 2        |          | 0        |
| Ottawa Hockey Club    | NHA       | 15/16  |    | 21        | 8         | 8         | 16        |           | 69        |   |          |          |          |          |          |          |
| Montreal Wanderers    | NHA       | 16/17  |    | 16        | 6         | 2         | 8         |           | 66        |   |          |          |          |          |          |          |
| Montreal Wanderers    | NHL       | 17/18  |    | 3         | 1         | 0         | 1         |           | 12        |   |          |          |          |          |          |          |
| Skupaj                |           |        |    | 183       | 100       | 19        | 119       |           | 489       |   | 18       | 7        | 0        | 7        |          | 49       |